# FMA IA 53 Mamboretá
ФМА IA 53 «Мамборета́» (гуар. Mamboretá; «богомол») — аргентинский лёгкий двухместный винтовой сельскохозяйственный самолёт. Спроектирован командой инженеров кордовского Института аэротехники. В серию не пошёл, выпущено всего 3 прототипа.

## История

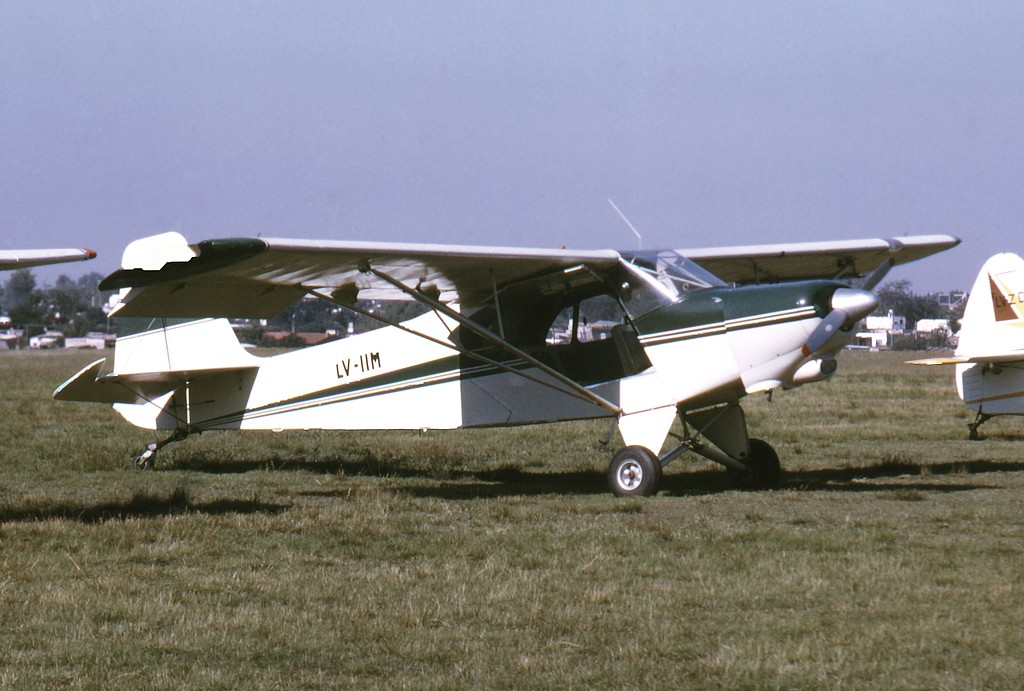
FMA I.Ae. 46 Ranquel

Проектные работы над лёгким специализированным самолётом для авиахимработ стартовали 1 октября 1964 года. Конструкторы уже имели некоторый опыт создания собственного летательного аппарата для аграрных работ — ими была разработана, правда без особого успеха, сельскохозяйственная версия FMA I.Ae. 46 Ranquel — «Теуэльче».
Самолёт получил обозначение IA 53 Mamboretá, и впервые был представлен широкой публике в 1965 году. В первую очередь, самолёт предназначался для проведения химработ, также мог использоваться в качестве буксировщика планёров.
Прототип самолёта с бортовым номером LV-X-33 совершил свой первый полёт 10 ноября 1966 года под управлением лётчика-испытателя FMA команданте Педро Л. Роселла (исп. Pedro Luis Rosell). В том же месяце был готов второй экземпляр IA 53, предназначенный для статических испытаний.
Заказов на самолёт IA 53 не поступило, несмотря на неплохие лётные характеристики. Позже на FMA была организована сборка американских сельскохозяйственных Cessna 188, коих выпустили в количестве 34 единиц. Кроме того, производством авиации для аграриев (не считая лицензионных) в Аргентине занималась компания Aero Boero из Мортероса, построившая специализированный самолёт 260AG и ряд сельскохозяйственных версий на базе лёгких самолётов собственной разработки.

## Конструкция
IA 53 Mamboretá — одномоторный моноплан смешанной конструкции. Представлял собой двухместный низкоплан нормальной аэродинамической схемы. Кабина закрытая, пилот и пассажир располагались тандемно. Каркас фюзеляжа сварен из стальных труб SAE-4130 и обшивался стекловолокном и дюралюминием. Крылья цельнометаллической конструкции. Элероны типа Фрайс и щелевые закрылки металлической конструкции. Общая площадь элеронов — 2,36 м², закрылок — 3,10 м². К крылу крепились основные стойки неубирающегося трёхопорного шасси с хвостовым колесом. Все опоры одноколёсные. Хвостовое оперение самолёта — классической схемы, цельнометаллическое. Мотор, вращающий двухлопастный металлический воздушный винт McCauley A-200 FM-9047, находится в носовой части. Серийные машины планировали оснащать двигателями Continental O-470-E мощностью 225 л.с., а по желанию заказчика на самолёт мог устанавливаться Lycoming O-540-B2 B5 мощностью 235 л.с. Два бака, расположенных на внешних частях крыла, вмещали 220 литров топлива, запас масла — 11,5 литров.
Бак и туннельный распылитель составляли оборудование для сельскохозяйственных авиахимработ. Ёмкость бака для сыпучих удобрений и пестицидов, расположенного в нижней центральной части фюзеляжа, составляет 650 литров.

## Тактико-технические характеристики
Источник данных: Á. C. Arreguez. Fábrica Militar de Aviones: Crónicas y Testimonios, John W. R. Taylor. Jane’s All the World’s Aircraft 1965—1966

Технические характеристики
- Экипаж: 1 человек
- Пассажировместимость: 1 человек
- Грузоподъёмность: 681 кг
- Длина: 8,20 м
- Размах крыла: 11,60 м
- Высота: 3,30 м
- Площадь крыла: 21,50 м²
- Масса пустого: 840 кг
- Максимальная взлётная масса: 1520 кг
- Масса топлива во внутренних баках: 220 литров
- Силовая установка: 1 ×  Continental O-470-E[англ.]
- Мощность двигателей: 1 × 225 л.с. (1 × 168 кВт)
- Воздушный винт: двухлопастный McCauley A-200 FM-9047

Лётные характеристики
- Максимальная скорость: 220 км/ч
- Крейсерская скорость: 185 км/ч
- Практическая дальность: 850 км
- Практический потолок: 4 300 м
- Скороподъёмность: 230 км/ч
- Нагрузка на крыло: 71 кг/м²
- Длина разбега: 187 м

## Сохранившиеся самолёты
Прототип IA 53 Mamboretá был передан в Национальный музей аэронавтики в Мороне, провинция Буэнос-Айрес. Самолёт был перекрашен и в настоящее время выставлен в ангаре № 3 музея под № PGAX-01.

## Интересные факты
- Модельный индекс IA-53 собирались присвоить собиравшемуся FMA по лицензии самолёту Cessna 182 (собрана 161 машина, первый полёт состоялся 20 июля 1966 года[7]), однако по маркетинговым соображениям этого делать не стали, так как намного легче было продать летательный аппарат под маркой Cessna 182, чем IA-53[8].